# Nienstedt (Bad Münder am Deister)
Nienstedt ist einer von 16 Ortsteilen von Bad Münder im Landkreis Hameln-Pyrmont in Niedersachsen.

## Geographische Lage
Nienstedt liegt von Wald umgeben mitten im Deister, einem Teil des Niedersächsischen Berglandes. Hindurch fließt der Waltershagener Bach. Das Dorf wird auch „Die Perle im Deister“ genannt und ist die einzige größere Ansiedlung, die innerhalb des Höhenzuges und nicht an seinen Rändern liegt. Die nächsten Ortschaften in der Nachbarschaft sind Eimbeckhausen im Südwesten, der Barsinghäuser Stadtteil Egestorf im Nordosten sowie die Schaumburger Ortsteile Messenkamp und Altenhagen II im Westen.

## Geschichte
Nienstedt wurde erstmals in einer Urkunde aus dem Jahre 1193 erwähnt, als sechs Hufen Land in Nigenstede, wie der Ort damals genannt wurde, verkauft wurden.
Im Zuge einer Gebietsreform in Niedersachsen wurde das Dorf am 1. Januar 1973 einer von 16 Ortsteilen der Stadtgemeinde Bad Münder (zuvor gehörte es zum Altkreis Springe).

## Religion
Im Ortsmittelpunkt gibt es ein Kirchenhaus der evangelisch-lutherischen Kapellengemeinde Nienstedt; die Kapellengemeinde gehört zur Christus-Kirchengemeinde Barsinghausen-Egestorf (und damit zum Sprengel Ronnenberg). Für die Katholiken ist die Pfarrgemeinde St. Johannes Baptist in Bad Münder zuständig.

## Politik
Sitzverteilung:
- CDU: 2 Sitze
- SPD: 3 Sitze

Ortsbürgermeister ist Wolfgang Abend-Achilles (SPD).

## Wirtschaft und Infrastruktur

### Unternehmen
- Waldgaststätte Nordmannsturm
- Villa Sophie[2]

### Öffentliche Einrichtungen
- Die Freiwillige Feuerwehr ist mit einem Löschgruppenfahrzeug 8/6 (LF 8/6) und einem Mannschaftstransportfahrzeug (MTF) ausgerüstet. Neben der Einsatzabteilung besteht eine Jugendfeuerwehr sowie seit 2023 eine Kinderfeuerwehr.

### Bildung
- Städtischer Kindergarten mit zwei Gruppen, einige Krippenplätze.[3]
- Die Leibnizschule, Gymnasium in Hannover, unterhielt in Nienstedt das Schullandheim Nienstedt mit 65 Betten. Aufgrund zu hoher Kosten für die Aufrechterhaltung des Brandschutzes wird das Schullandheim seit 2020 nicht mehr belegt und wurde 2023 an einen privaten Betreiber verkauft[4] und in Villa Sophie umbenannt.
- Eine Grundschule gibt es in Eimbeckhausen (6 km), weiterführende Schulen in Barsinghausen (10 km) – Gymnasium, Oberschule, Kooperative Gesamtschule – und Bad Münder (12 km) – Kooperative Gesamtschule (ohne Oberstufe), auch die Schulen in Springe (16 km, Integrierte Gesamtschule, Berufsschule, Gymnasium) sowie Schulen in Hameln (26 km) sind über den öffentlichen Schülertransport regulär erreichbar.
- Die Stadt Bad Münder unterhält im Dorf eine Ortsteilbücherei.
- Die Initiative K.I.N.D.[5] (Kinder in Nienstedt im Deister) setzt sich für die Kinder vor Ort ein.

### Verkehr

#### Straßen, Nienstedter Pass und Wandern

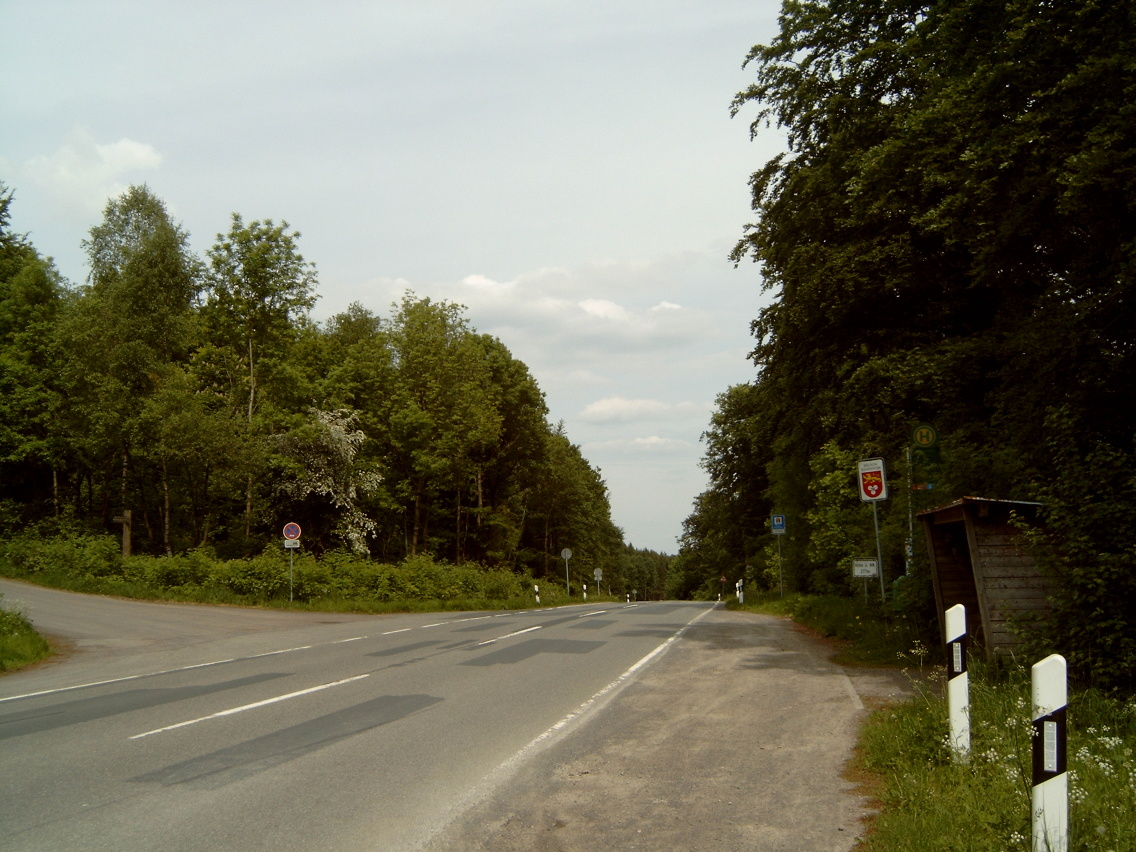
Nienstedter Pass (Passhöhe;)

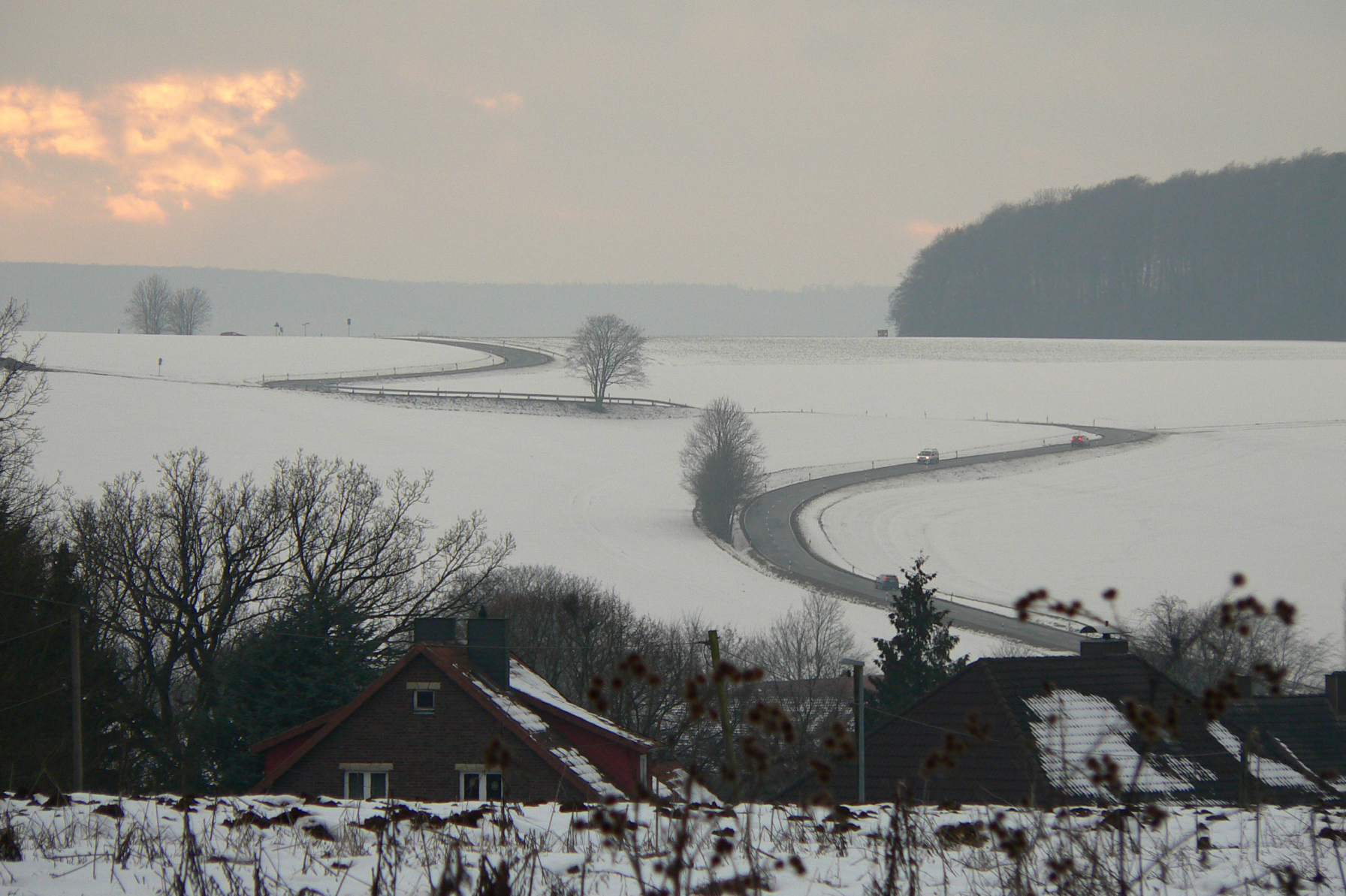
Blick auf Nienstedt aus Richtung Nienstedter Pass

Durch Nienstedt führt die Landesstraße 401 (Eimbeckhausen–Nienstedt–Egestorf), von der in der Ortschaft die Kreisstraße 61 (Nienstedt–Messenkamp) nach Westen abzweigt. Knapp 1,5 km nordöstlich von Nienstedt liegt an der L 401 auf dem Deisterkamm der Nienstedter Pass (⊙), ein 276,6 m ü. NHN hoher Gebirgspass.
Der Pass und eine Anhöhe an der L 401 in Richtung Eimbeckhausen sowie an der K 61 in Richtung Messenkamp werden auch von Radsportlern genutzt, weil es im Raum Hannover die längsten, höchsten und auch steilsten Strecken sind, die mit Rennrädern durchgängig befahrbar sind. Alle höher hinaufführenden oder steileren Strecken enden für Rennräder als Sackgassen im Deister. Genutzt sind sie auch von Motorradfahrern, die als Treffpunkt den Parkplatz Nienstedter Pass bevorzugen. Nach Protesten der Anwohner wurde die L 401 zwischen Nienstedt und Egestorf an Sonn- und Feiertagen zwischen 6 und 22 Uhr für motorisierte Zweiräder gesperrt.
Der Parkplatz Nienstedter Pass ist Ausgangspunkt für Wanderungen und Radfahrten mit dem Mountainbike, mit Einschränkungen auch mit dem Trekkingrad, über den Deisterkamm nach Nordwesten vorbei am Nordmannsturm (379 m ü. NN) nach Nienstedt oder Barsinghausen und nach Südosten vorbei am Annaturm (405 m ü. NN) nach Springe oder Wennigsen.

#### Öffentlicher Personennahverkehr
Den öffentlichen Personennahverkehr stellen Buslinien des Nahverkehrs Hameln-Pyrmont und des GVH sicher. Eine Buslinie des GVH führt zur Schülerbeförderung von Barsinghausen über Egestorf nach Nienstedt und überquert dabei den Deisterkamm. Die reguläre Anbindung nach Barsinghausen wird seit Dezember 2023 durch das On-Demand-Angebot „Sprinti“ gewährleistet.

## Sport
- Reitverein Nienstedter Reiter[8] mit Reithalle und Außengelände; zwei große Reiterhöfe; Reitmöglichkeiten in alle Richtungen aus Nienstedt
- Sportverein TSV Eintracht Nienstedt von 1908 e. V.[9] mit Sportplatz und eigener Sporthalle
- Tennisclub Nienstedt (TCN) mit ehemals zwei Tennisplätzen und einem Boule-Platz, 2020 aufgelöst[10]